# Lonicera calvescens
Lonicera calvescens là một loài thực vật có hoa trong họ Kim ngân. Loài này được (Chun & F.C. How) P.S. Hsu & H.J. Wang mô tả khoa học đầu tiên năm 1979.